# Стерлядево (Некрасовский район)
Стерлядево — деревня в Некрасовском районе Ярославской области. Входит в состав сельского поселения Красный Профинтерн.

## География
Находится в восточной части Ярославской области на расстоянии приблизительно 14 км на северо-запад по прямой от административного центра района поселка Некрасовское в левобережной части района.

## История
В 1859 году здесь (деревня Ярославского уезда Ярославской губернии) было учтено 19 дворов, в 1898 — 32.

## Население
Численность населения: 32 человека (1859 год), 0 как в 2002 году, так и в 2010.